# Отпорност на биљне болести
Отпорност на биљне болести штити биљке од патогена на два начина: претходно формираним структурама и хемикалијама и реакцијама имуног система изазваног инфекцијама.
Отпорност на болест је смањење раста патогена на биљци или у њој (а тиме и смањење болести), док термин толеранција на болести описује биљке које показују мало оштећења од болести, упркос значајним нивоима патогена. Исход болести одређује се тросмерном интеракцијом патогена, биљке и окружења (интеракција позната као „троугао болести”).
Спојеви који активирају одбрану могу се кретати из једне у другу ћелију и системски, кроз васкуларни систем биљке. Међутим, биљке немају циркулишуће имуне ћелије, тако да већина типова ћелија има широку скупину антимикробних одбрамбених пептида. Очигледне су „квалитативне” разлике у отпорности на болест које се могу приметити када се упоређују више узорака (омогућујући класификацију на „отпорни” или „осетљиви” након инфекције истим сојем патогена на сличним нивоима инокулума у сличним окружењима). Градације „квантитативних” разлика у отпорности на болест чешће се примећују између биљних сорти него унутар њих или генотипова. Биљке се одупиру одређеним патогенима, али подлегну другима; отпорност је обично специфична за одређене врсте патогена или сојеве патогена.

## Уобичајени механизми отпорности на болест

### Претходно формиране структуре и спојеви
- Биљна кутикула / површина
- Биљни ћелијски зидови
- Хемијски антимикробни лекови (на пример: глукозиди, сапонини)
- Антимикробни протеини
- Инхибитори ензима
- Детоксификацијски ензими који разграђују токсичне патогене
- Рецептори који опажају присуство патогена и активирају индуцибилну биљну одбрану.[1]

### Индуцибилна одбрана биљака након инфекције
- Појачања ћелијског зида (целулоза, лигнин, суберин, протеини ћелијског зида)[2]
- Антимикробне хемикалије, укључујући реактивне врсте кисеоника као што су водоник-пероксид или перокситрит, или сложеније фитоалексини попут генистеина или камалексина
- Антимикробни протеини, попут дефензина, тионина, или
- Антимикробни ензими, као што су хитиназа, бета — глуканаза или пероксидаза[2]
- Хиперсензитивни одговор — брзи одговор ћелијске смрти домаћина, повезан са одбраном коју посредују гени отпорности.

## Имуни систем
Биљни имуни систем садржи два међусобно повезана слоја рецептора, најчешће осетљиве молекуле изван ћелије, а други који најчешће осети молекуле унутар ћелије. Оба система откривају смисао уљеза и реагују активирањем антимикробне одбране у зараженој и суседним ћелијама. У неким случајевима се сигнали који активирају одбрану шире на остатак биљке или чак на суседне биљке. Два система откривају различите врсте молекула патогена и класе протеина биљних рецептора. Првим слојем примарно управљају рецептори за препознавање узорка који се активирају препознавањем еволуцијски сачуваних молекулских образаца повезаних са патхогенима или микробима (PAMP-ови или MAMP-ови). Активација PRR-а доводи до унутарћелијске сигнализације, транскрипцијског репрограмирања и биосинтезе сложеног излазног одговора који ограничава колонизацију. Систем је познат као PAMP-активирана имуност или као узорак-активирана имуност. Други ниво, којим примарно управљају производи Р-гена, често се назива имуност изазвана ефектом (ETI). ETI се обично активира присуством одређених „ефекторних” патогена и затим покреће снажне антимикробне реакције.
Поред PTI и ETI, биљна одбрана може се активирати сензибилизирањем спојева повезаних са оштећењем (DAMP), попут делова ћелијског зида који се ослобађају током патогене инфекције. Одговори активирани путем PTI и ETI рецептора укључују каћење за јонски канал, оксидативни прасак, ћелијске редоксне промене или каскаде протеинских киназа, које директно активирају ћелијске промене (попут ојачања ћелијског зида) или антимикробну производњу), или активирају промене у генској експресији које тада појачавају и друге обрамбене реакције. Имуни систем биљака показује неке механичке сличности с имуним системом инсеката и сисара, али показују и многе карактеристике специфичне за биљку. Два горе описана слоја средишња су за имунитет биљке, али не описују у потпуности биљни имуни систем. Поред тога, многи конкретни примери привидних PTI или ETI крше уобичајене дефиниције PTI/ETI, сугерисајући потребу за проширеним дефиницијама и/или парадигмама.

### Имуност изазвана окидачем
PAMP-ове, очуване молекуле који настањују припаднике родове вишеструких патогена многи истраживачи називају MAMP-овима. Одбране изазване перцепцијом MAMP-а довољне су за одбијање већине патогена. Међутим, протеински ефекторски патогени прилагођени су сузбијању основне заштите као што је PTI. Откривени су многи рецептори за MAMP (и DAMP). MAMP-ови и DAMP-ови често се откривају трансмембранским рецептор-киназама које носе LRR или LysM ванћелијски домен.

## Ефекат активиране имуности
Присутност учинака патогена активира ефективно активирана имуност (ETI). ETI- одговор зависи од Р-гена, а активирају га специфични сојеви патогена. Биљни ETI често изазива апоптозни хиперсензитивни одговор.

### Р-гени и Р-протеини
Код биљака су еволуирали гени отпорности чији производи посредују отпорност на специфичне сојеве вируса, бактерија, оомицета, гљивица, нематоде или инсеката. Производи Р-гена су протеини који омогућавају препознавање специфичних ефектора патогена, било директним везањем или препознавањем промене ефекторског протеина домаћина. Многи Р-гени кодирају NB-LRR протеине (протеини са мотивом за везање нуклеотида и доменима са леуцином богатим понављањем, такођер познатим као NLR протеини или STAND протеини, између осталих имена). Већина биљног имуног система има репертоар од 100—600 различитих хомолога Р-гена. Показало се да појединачни Р-гени посредују отпорност на специфичне сојеве вируса, бактерија, оомицета, гљивица, нематода или инсеката. Р-генски производи контролишу широк скуп одговора на отпорност на болест чија је индукција често довољна да заустави даљи раст/ширење патогена. Проучени Р-гени обично дају специфичност за одређене сојеве патогене врсте (оне који изражавају препознати ефектор). Као што је први приметио Харолд Хенри Флор у својој формулацији ген-за-ген средином 20. столећа, биљни Р-ген има специфичност за авируленцијски ген патогена (Avr ген). Сада се зна да гени за авируленцију кодирају ефекторе. Avr ген патогена мора се подударати с Р-геном да би тај Р-ген пружио отпорност, сугерисајући интеракцију рецептор/лиганд за Р и Avr гене. Алтернативно, ефектор може модификовати своју ћелијску мету домаћина (или молекулскии мехурић тог циља), а производ Р-гена (NLR протеин) активира одбрану када открије модификовани облик домаћинског циља.

### Отпорност на нивоу врста
У малом броју случајева биљни гени су ефикасни против патогена свих врста биљака, иако су оне врсте које су патогени за друге генотипове те врсте домаћина. Примери укључују јечмени MLO против прашњаве плесни, пшенични Lr34 против рђе листова и пшенични Yr36 против пругасте рђе. Низ механизама за ову врсту отпорности може постојати овисно о одређеној комбинацији гена и биљке-патогена. Остали разлози за делотвори имунитет биљака могу укључивати недостатак коадаптације (патоген и/или биљка немају више механизама потребних за колонизацију и раст унутар врсте домаћина) или посебно ефектат скуп претходно формиране одбране.

## Механизми сигнализације

### Перцепција присутности патогена
Сигнализација одбране биљке активира се рецепторима за откривање патогена који су описани у горњем одељку. Активирани рецептори често изазивају реактивни кисеоник и производњу азот-оксида, калцијума, калијума и протона јонске токове, измењене нивоа салицилне киселине и других хормона и активација MAP киназа и других специфичних протеинских киназа. Ти догађаји заузврат обично доводе до модификације протеина који контролишу транскрипцију гена и активирање одбрамбено повезане експресије гена.

### Фактори транскрипције и хормонски одговор
Идентификовани су бројни гени и/или протеини, као и друге молекуле које посредују трансдукцију сигналног одговора биљке. Цитоскелет и динамика промета везикула помажу усмеравању реакција одбране биљака према тачки напада патогена.

#### Механизми транскрипцијских фактора и хормона
Активност биљног имуног система делом је регулирана сигналним хормонима, као што су:
- салицилна киселина;
- јасмонска киселина;
- етен.

Између ових путева може доћи до значајних унакрсних разговора.

### Регулација деградацијом
Као и код многих путева трансдукције сигнала, експресија биљних гена током имуних одговора може се регулисати деградацијом. То се често догађа када везање хормона на њихове рецепторе стимулира убиквуитин-везану разградњу протеина који блокирају експресију одређених гена. Нето резултат је експресија гена активираног хормоном. Примери:
- Ауксин: веже се за рецепторе који затим регрутују и деградирају репресере активатора транскрипције који стимулирау експресију гена специфичних за ауксин.
- Јасмонска киселина: слична ауксину, осим што ђелује са рецепторима за јасмонат који утичу на сигнализаторе на одговор јасмоната, попут JAZ протеина.
- Гиберелинска киселина: гиберелин узрокује промене конформацијских рецептора и везање и разградњу Della протеина.
- Етен: Инхибицијска фосфорилација EIN2 активатора реакције етена је блокирана везањем етена. Када се та фосфорилација смањи, протеин EIN2 се одвоји и дио протеина сели у једро да активира експресију гена на етенски одговор.[10][11]

### Отпорност на ГМО или трансгенску болест
Израз ГМ (генетички модификована) често се користи као синоним трансгене за биљке модификоване помоћу технологија рекомбинантне ДНК. Биљке с трансгенском/ГМ отпорношћу на болести против инсеката штетника су биле изузетно успешне као комерцијални производи, посебно код кукуруза и памука, а сију се годишње на више од 20 милиона хектара у преко 20 земаља широм света. Комбиновањем протеинске гене из три различита вируса, научници су развили хибриде са мултивиралном резистенцијом потврђеном на терену. Слични нивои отпорности на ову разноликост вируса нису постигнуте конвенцијским узгојем.
Слична стратегија је примењена за борбу против вируса округле пегавости папаја, која је до 1994. претила да ће уништити индустрију папаје на Хавајима. Испитивања на терену показала су изврсну ефикасност и висок квалитет воћа. До 1998. одобрена је за продају прва трансгена папаја отпорна на вирус. Отпорност на болест је издржљива више од 15 година. Трансгена папаја чини око 85% хавајске производње. Плод је одобрен за продају у САД, Канади и Јапану.
Шаренило кромпира које испољава секвенце вирусних реплика, дајући отпор вирусу кромпира у листовима продаје се под трговачким именима NewLeaf Y и NewLeaf Plus, а широко су прихваћене у комерцијалној производњи у 1999—2001, све док Мекдоналдс није одлучио купити ГМ кромпир, а Монсанто је одлучио да затвори свој посао NatureMark с кромпиром.
| Година објаве       | Усев     | Отпорност на болест                             | Механизам                                                       | Развојни статус                                                       |
| ------------------- | -------- | ----------------------------------------------- | --------------------------------------------------------------- | --------------------------------------------------------------------- |
| 2012.               | кромпир  | бактеријска пегавост                            | Р-ген из бибера                                                 | 8-годишње теренско испитивање                                         |
| 2012.               | пиринач  | бактеријска плесан и бактеријске стрије         | пројектовани Е-ген                                              | лабораторијска фаза                                                   |
| 2012.               | пшеница  | прашкаста плесан                                | прекоекспресија Р-гена пшенице                                  | 2-годишње теренско испитивање у време објављивања                     |
| 2011.               | јабука   | гљива јабучне краставости                       | тионински ген из јечма                                          | 4-годишње теренско испитивање у време објављивања                     |
| 2011.               | кромпир  | кромпирски вирус Y                              | патогенски изведена ресистанција                                | 1-годишње теренско испитивање у време објављивања                     |
| 2010.               | јабука   | пламењача                                       | антибактеријски протеин из мољца                                | 12 година теренских испитивања у време објављивања                    |
| 2010.               | парадајз | мултибактеријска ресистенција                   |                                                                 |                                                                       |
| лабораторијска фаза |          |                                                 |                                                                 |                                                                       |
| 2010.               | банана   | бананско увенуће од припадника рода ксантомонас | нови ген из паприке                                             | у фази истраживања                                                    |
| 2009.               | парадајз | касна медљика                                   | Р-ген дивљих сродника                                           | 3-годишње теренско испитивање у време објављивања                     |
| 2009.               | кромпир  | касна медљика                                   | Р-ген дивљих сродника                                           | 2-годишње теренско испитивање у време објављивања                     |
| 2008.               | кромпир  | касна медљика                                   | Р-ген дивљих сродника                                           | 2-годишње теренско испитивање у време објављивања                     |
| 2008.               | шљива    | вирус шљивице                                   | патогеном изведена ресистенција                                 | одобрење прописа, нема комерцијалне продаје                           |
| 2005.               | пиринач  | бактеријске плесни                              | Р-ген из кукуруза                                               | лабораторијска фаза                                                   |
| 2002.               | јечам    | рђа стабљике                                    | ген лимфоцитне киназе (RLK) у мировању из отпорног култивара јечма | лабораторија                                                          |
| 1997                | папаја   | вирус прстенасте пегавости                      | патогеном изведена ресистенцијка                                | одобрено и комерцијално продавано од 1998, продани у Јапану, од 2012. |
| 1995.               | бундева  | мозаични вируси стабла                          | патогеном изведена ресистанција                                 | одобрено и комерцијално се продаје од 1994.                           |
| 1993                | кромпир  | кромпирски вирус X                              | сисарски интерфероном индукован ензим                           | 3-годишња теренска истраживања пре објаве                             |